# Sremič
Sremič – wieś w Słowenii, w gminie Krško. W 2018 roku liczyła 153 mieszkańców.